# Jost Hoen
Jost Hoen (* um 1500 in Gelnhausen; † 6. Juni 1569 in Dillenburg) war ein deutscher Magister, Lehrer und Kanzleirat.
Sein Vater Konrad Hoen war Ratsherr. Jost Hoen heiratete 1538 Margaretha Welcker aus Diez.

## Leben
Jost Hoen studierte noch zu Lebzeiten Luthers ab 1530 in Wittenberg. Hier erlangte er den akademischen Grad eines magister artium. Nach seinem Studium wirkte er ab dem 25. Juli 1535 als Oberschulmeister – zusammen mit dem Unterschulmeister Magister Anton Stöver – an der Dillenburger Lateinschule, die er im Sinne der lutherischen Reformation umgestaltete. Am 27. Dezember 1538 ernannte Graf Wilhelm der Reiche von Nassau-Dillenburg Jost Hoen zum Lehrer seiner »jungen kinder« und zum Diener (Beamten) bei Hof auf Lebenszeit. Sein erster gräflicher Schüler war der spätere Prinz Wilhelm von Oranien, der Befreier der Niederlande. Als Erzieher eines der hervorragendsten Repräsentanten europäischer Geschichte wurde der sonst wohl kaum bekannter gewordene Schulmeister Jost Hoen im erweiterten Sinne selbst zu einer geschichtlichen Persönlichkeit. Wie hoch Graf Wilhelm die Fähigkeiten des Hauslehrers seiner und der Gräfin Juliana, geborene Gräfin von Stolberg (1506–1580), zahlreichen Kinderschar einschätzte, zeigt die Jahresbesoldung von 100 Gulden Frankfurter Währung, die volle Verpflegung aus der gräflichen Küche und die jährliche Ausstattung mit einer Sommer- und Winterbekleidung. 
Da Jost Hoen bei seiner Berufung zum Erzieher der gräflichen Kinder bereits seit 1538 mit der Kammerfrau Margarethe Welcker, Tochter des Diezer Schultheißen Theis Welcker, verheiratet war (vgl. Dillenburger Bürgermeisterrechnungen 1538), wurde er von der nächtlichen Beaufsichtigung seiner Schüler, wie es sonst Brauch war, befreit und ihm gestattet, die Nächte »im thall«, also in der Stadt Dillenburg, zu verbringen. Mit seiner Bestallung verpflichtete sich Jost Hoen, die jungen Grafenkinder in der lateinischen und in anderen Sprachen, »so gepreuchlich sein«, d. h. im Italienischen und Französischen, zu »gottesforcht, freyen kunsten, guter lare, sitten und tugenden« zu erziehen und ihnen dabei selbst mit einem guten Beispiel voranzugehen. Auch wurde er von der Verpflichtung befreit, als Mentor seine Zöglinge später zu begleiten, wenn sie auf fremden Universitäten studieren oder auf ihren Kavalierreisen auswärtige Fürstenhöfe besuchen sollten. 
Nach Beendigung seines Erziehungsauftrages sollte er in der gräflichen Kanzlei (»schreiberey«) als Registrator und bei sonstigen Schreibarbeiten weiter beschäftigt werden. Gleichzeitig wurde ihm die Aufsicht über die in der Stadt befindliche Lateinschule übertragen. Ab 1556 war Jost Hoen dann gräflicher Sekretär, ab 1564 gräflicher Rat und Hofmeister und ab 1566 erster Leiter des Konsortiums der Grafschaft Nassau-Dillenburg. 1569 erfolgte seine Ernennung zum Kanzleirat. Am 23. März 1559 verlieh ihm der Kaiser von Augsburg aus ein adliges Wappen, das seinem Enkel Dr. jur. Philipp Heinrich Hoen 1636 erneuert wurde (Fürstlich Wiedsches Archiv zu Neuwied, Urkundenregister und Akteninventar. Neuwied, 1911, S. 148, Nr. 1134). 
Jost Hoen starb am 6. Juni 1569 in Dillenburg. Seine Familie, aus der mehrere ebenso gelehrte wie getreue Staatsdiener entsprossen, hat sich über zwei Jahrhunderte in Nassau erhalten. Aus der 1538 mit Margarethe Welcker geschlossenen Ehe gingen, soweit bekannt, die Söhne Wilhelm, Anton und Johannes sowie eine Tochter Anna hervor.